# Павлово (Кингисеппский район)
Па́влово — деревня в Нежновском сельском поселении Кингисеппского района Ленинградской области.

## История
Упоминается как деревня Pafuelofa Sacha by в Каргальском погосте (западной половине) в шведских «Писцовых книгах Ижорской земли» 1618—1623 годов.
На карте Ингерманландии А. И. Бергенгейма, составленной по шведским материалам 1676 года, она обозначена как деревня Pawola.
На шведской «Генеральной карте провинции Ингерманландии» 1704 года — как Paulosova.
Как деревня Павлово она упомянута на карте Ингерманландии А. Ростовцева 1727 года.
На карте Санкт-Петербургской губернии Ф. Ф. Шуберта 1834 года обозначена также деревня Павлова.

ПАВЛОВО — деревня принадлежит наследникам господ Жуковых, число жителей по ревизии: 45 м. п., 50 ж. п. (1838 год)

В пояснительном тексте к этнографической карте Санкт-Петербургской губернии П. И. Кёппена 1849 года она записана как деревня Pawela (Павлово) и указано количество её жителей на 1848 год: ижоры — 66 м. п., 52 ж. п., всего 118 человек, которые относились к православному Копорскому Преображенскому приходу.
Согласно карте профессора С. С. Куторги 1852 года деревня называлась Павлова.

ПАВЛОВО — деревня наследников лейтенанта Жукова, 10 вёрст по почтовой, а остальное по просёлкам, число дворов — 19, число душ — 43 м. п. (1856 год)

ПАВЛОВО — деревня, число жителей по X-ой ревизии 1857 года: 56 м. п., 47 ж. п., всего 103 чел.

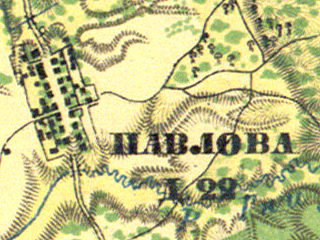
Деревня Павлово на карте 1860 года

Согласно «Топографической карте частей Санкт-Петербургской и Выборгской губерний» в 1860 году деревня называлась Павлова и состояла из 22 крестьянских дворов.

ПАВЛОВО — деревня владельческая при реке Систе, число дворов — 20, число жителей: 58 м. п., 58 ж. п. (1862 год)

В 1879—1880 годах временнообязанные крестьяне деревни выкупили свои земельные наделы у Е. И. Яковлевой и стали собственниками земли.

ПАВЛОВО — деревня, по земской переписи 1882 года: семей — 24, в них 63 м. п., 57 ж. п., всего 120 чел.

Согласно материалам по статистике народного хозяйства Ямбургского уезда 1887 года имение при селении Павлово площадью 261 десятина принадлежало местным крестьянам С. В. Иванову и В. И. Зайцеву, имение было приобретено в 1879 году за 8000 рублей.

ПАВЛОВО — деревня, число хозяйств по земской переписи 1899 года — 24, число жителей: 65 м. п., 80 ж. п., всего 145 чел.;
 разряд крестьян: бывшие владельческие; народность: русская — 2 чел., финская — 143 чел.

В конце XIX — начале XX века деревня административно относилась к Котельской волости 2-го стана Ямбургского уезда Санкт-Петербургской губернии.
По данным «Памятной книжки Санкт-Петербургской губернии» за 1905 год отрезом земли от деревни Павлово площадью 240 десятин, владели крестьяне деревни Вассакоры Семён Васильевич Ивкин и Василий Иванович Зайцев.
С 1917 по 1924 год деревня Павлово входила в состав Семейского сельсовета Котельской волости Кингисеппского уезда.
С 1925 года в составе Вассакарского сельсовета.
Согласно данным переписи населения СССР 1926 года в деревне Павлово проживали 145 человек, большинство русские, а также финны и эстонцы.
С 1927 года в составе Котельского района.
С 1931 года в составе Кингисеппского района.
По данным 1933 года деревня Павлово входила в состав Вассакарского сельсовета Кингисеппского района с административным центром в посёлке Нежново.
По данным 1936 года деревня Павлово являлась административным центром Вассакарского сельсовета в который входили 12 населённых пунктов, 317 хозяйств и 7 колхозов.

План деревни Павлово. 1938 год

Согласно топографической карте 1938 года деревня насчитывала 33 двора, в деревне находилась почта и сельсовет.
C 1 августа 1941 года по 31 января 1944 года деревня находилась в оккупации.
В 1950 году население деревни Павлово составляло 161 человек.
С 1954 года в составе Павловского сельсовета.
С 1958 года в составе Нежновского сельсовета. В 1958 году население деревни Павлово составляло 107 человек.
По данным 1966, 1973 и 1990 годов деревня Павлово также входила в состав Нежновского сельсовета Кингисеппского района.
В 1997 году в деревне Павлово проживали 159 человек, в 2002 году — 128 человек (русские — 92 %), в 2007 году — 130.

## География
Деревня расположена в северо-восточной части района на автодороге 41К-018 (Копорье — Ручьи).
Расстояние до административного центра поселения — 0,5 км.
Расстояние до ближайшей железнодорожной станции Котлы — 9,5 км.
Деревня находится на правом берегу реки Систа.

## Демография
| 1838 | 1848 | 1857 | 1862 | 1882 | 1899 | 1997 |
| ---- | ---- | ---- | ---- | ---- | ---- | ---- |
| 95   | ↗118 | ↘103 | ↗116 | ↗120 | ↗145 | ↗159 |
| 2007 | 2010 | 2017 |      |      |      |      |
| ↘130 | ↘120 | ↘108 |      |      |      |      |

### Национальный состав
Согласно данным Всероссийской переписи населения 2021 года в деревне проживали 93 человека, из них:
 русские — 82, киргизы — 4, татары — 4, украинцы — 3 человека.